# 2021年南京祿口國際機場2019冠狀病毒病聚集性疫情對澳門的影響
2021年南京祿口國際機場2019冠狀病毒病聚集性疫情對澳門的影響是指南京禄口国际机场聚集性疫情對澳門的防疫措施和相關影響，包括收緊出入境限制和加強邊檢防疫措施。隨後2021年8月上旬在澳門爆發的2019冠状病毒病聚集性疫情成為南京機場聚集性疫情间接感染事件之一，首兩宗個案於2021年8月3日中午經珠海市衛健委向澳門特別行政區政府衛生局通報，2名澳門居民在8月2日晚上於珠海檢測機構接受通關人員病毒採樣核酸結果為呈陽性，該2人為夫妻關係。其後該對夫妻的2名子女亦先後確診，經判定該疫情源頭為曾有旅居史的該對夫妻的女兒，她曾於7月19日至7月24日參與並跟隨濠江中學舞蹈團到陝西省西安市交流，在交流期間已感到不適，咳嗽、味覺及嗅覺喪失，並無求診。該患者於珠海乘坐飛機前往西安，而該飛機上一班航班曾乘坐從南京返珠海與南京關聯的中山、珠海案例同一班航班，導致其間接感染2019冠狀病毒病。此次疫情導致澳門特區政府於8月4日至7日開展首次全民病毒檢測計劃，並首次開展分級分區防控精準方案對「家庭群組」確診者居住地方進行圍封。民防行動中心由2021年8月3日下午3時30分至8月10日晚上10時宣佈全澳進入「即時預防狀態」。 該疫情共有4人確診，於9月11日正式“清零”。

## 概述

### 澳門本地收緊中國大陸境內出入境限制
7月21日，澳门新型冠状病毒感染应变协调中心宣布，所有在7月14日或之后曾在南京禄口国际机场逗留并在7月21日上午6时后入境澳门的人士需接受14天医学观察。在7月14日或之后曾在该机场逗留且已入境人士，健康码将变为黄码，需接受自我健康管理直至完成7天内隔日进行一次、连续3次自费核酸检测。同日14时起，所有在入境前14天内曾经到过江苏省南京市江宁区禄口街道谢村社区、白云路社区、石埝村，以及溧水区石湫街道九塘行政村的入境人士须按照卫生当局的要求在指定地点接受14天医学观察的措施。
7月23日，澳门新型冠状病毒感染应变协调中心表示，因中山市出现曾在南京停留的本土无症状感染者，自当日21时起，所有2021年7月19日后14天内去过广东省中山市的出入境人士，均须出示48小时内作出的核酸检测阴性证明。
7月26日，應變協調中心因應珠海新增一例無症狀感染個案，當局召開例行記者會宣佈如與該感染者有相同活動軌跡和到訪的場所應立即登記並安排進行病毒核酸檢測。至7月27日當天共有1,430人登記申報「珠海-與7月25日病例行程重疊」。同時，中心要求7月14日或之後曾到過南京祿口國際機場的人士須接受14天醫學觀察。至7月27日中午12時共有144人被送往醫學觀察酒店進行醫學觀察。 。
7月28日，澳门新型冠状病毒感染应变协调中心表示，自7月29日起，所有在7月17日或之后曾经到过湖南省张家界市的入境人士，须按照卫生当局的要求在指定地点接受医学观察直至离开当地后14天为止；而即日起于7月17日或之后曾经到过湖南省张家界市的已入境人士，须在澳门健康码上14天旅居史主动申报，并接受自我健康管理直至离开当地14天为止。期间须以相隔1、2、3、5天的间隔接受多次核酸检测。同日，该中心表示，曾观看7月22日第一场《魅力湘西》剧场表演，且已入境澳门的人士需向应变协调中心报告。
7月29日，澳门新型冠状病毒感染应变协调中心宣布，因应中国内地疫情变化，自7月31日凌晨起，所有从中国内地各省市乘坐飞机抵达澳门的人士，在登机前均会被要求出示有效的48小时内的核酸阴性证明。同日起，所有在7月17日或之后曾经到过张家界市（7月29日0时起）、南京市全市（7月29日晚上7时起）、常德市全市的入境人士，须按照卫生当局的要求在指定地点接受医学观察直至离开当地后14天为止。7月17日或之后曾去过成都、沈阳或大连，其健康码在入境澳门后会转为黄码，期间须以相隔1、2、3、5天的间隔接受核酸检测，直至离开当地后14天为止，此措施将会即时执行。
8月2日，澳门新型冠状病毒感染应变协调中心表示，曾在7月27日乘坐D3078次列车（荆州-合肥南段），且已入境澳门的乘客需向应变协调中心报告。

### 家庭群組疫情爆發
2021年8月3日，新增第60至63例確診個案，其中1例屬境外輸入性個案，另外3例屬輸入相關個案，4例確診患者均感染Delta變種病毒。同日下午，因應澳門面臨社區傳播及爆發的風險極高，並防止2019冠狀病毒病在澳門的傳播，行政長官批准根據第11/2020號法律《民防法律制度》第九條第一款及第十一條第一款(七)項的規定，於當天下午3時30分啟動民防行動中心運作和進入即時預防狀態。 同時收緊各項防疫措施，北安、綜藝館、工人體育館、鏡湖醫院和科大醫院五個病毒核酸檢測站於同日起24小時開放，無需預約。同時政府啟動和實行分區分級精準防控措施，將部分區域列為紅碼區和黃碼區，安排密切接觸者進行病毒檢測，同時由當天下午3時30分起要求所有離澳人士須持有24小時核酸陰性結果方可離澳。  同時參與西安舞蹈團人員的18名在澳人士核酸檢測均為陰性。

### 補充家庭群組行程行蹤
8月11日，應變協調中心再補充第62例和第63例確診患者最新行程，兩名患者於7月27日下午4時30分到傍晚6時30分曾到工銀澳門置地分行，7月29日上午11時到中午12時曾到水坑尾街公共行政大樓、下午2時20分到下午2時40分曾到同一條街道婦聯大廈寫字樓8樓、下午3時至3時30分曾到過工銀置地分行。當局認為市民感染風險方面不能憑全民核檢證明沒感染，當局呼籲與共同軌跡之人士盡快聯絡當局。
8月12日，應變協調中心再補充第62例和第63例確診患者最新行程，兩名患者於7月31日下午1時20分到下午1時35分曾到澳門電訊海擎天至尊旗艦店，下午1時45分至2時14分曾到過連勝3門市。

### 家庭群組患者陸續康復出院
2021年8月30日，應變協調中心宣佈第61例確診患者（12歲女學生）於兩次病毒檢測呈陰性，於8月27日出院，並轉往公共衛生臨床中心接受14天康復期隔離。對於一些身處澳門、珠海及中山以外的學生方面情況，教青局指8成特定師生在開學前完成病毒檢測；學校外展疫苗接種計劃方面將於9月開展，教育及青年發展局非高等教育廳廳長黃嘉祺指當局不強制師生接種疫苗。 而對於未完成接種疫苗的人士方面，衛生局將考慮對該類特定人群安排定期病毒核酸檢測。
2021年9月6日，應變協調中心公佈一家四口染疫事件中的15歲男學生 (哥哥) 康復出院，將在路環高頂公共衛生臨床中心接受28天康復期隔離，於10月3日重返社區，其父母仍然接受留醫治療，情況穩定。
2021年9月9日，應變協調中心公佈一家四口染疫事件中的母親康復出院，於10月7日重返社區。
2021年9月13日，應變協調中心宣佈澳門疫情再度「清零」，一家四口染疫事件中的父親於9月11日康復出院，於10月9日解除隔離並重返社區。

## 澳門本地確診個案資料
| 編號                  | 確診日期     | 發病日期               | 感染途經        | 痊癒日期      | 國籍/居民 | 年齡 | 性別 | 病人資料及其行蹤 |
| --------------------- | ------------ | ---------------------- | --------------- | ------------- | --------- | ---- | ---- | --- |
| #60 （衞生局編號#61） | 2021年8月3日 | 2021年7月22日 (無症狀) | 境外感染： 中国 | 2021年8月27日 | 澳門      | 12   | 女   | （#61患者的妹妹、#62 #63患者的女兒）區某某，澳門居民，濠江中學初中生，患者於7月19至7月24日跟隨濠江中學舞蹈團到西安交流，7月19日乘坐航班CZ3761由珠海到西安，7月24日乘坐航班CZ3762由西安返回澳門；患者於 7月22日曾出現咳嗽、味覺及嗅覺喪失等症狀，7月27日左右症狀好轉 。8月3日，病毒核酸檢測呈陽性，CT值超過30，代表病毒量較低，同日晚上，新冠病毒感染應變協調中心表示，核酸基因排序的結果，證實患者感染的病毒為Delta變種病毒。 這名女學生乘搭由珠海前往西安的航班，前置航班是由南京飛到珠海，這個前置航班其後發現有 2人確診，分別是珠海及中山病例，與其後乘搭同一航機的女學生座位同為 54排，因此政府已把女學生乘坐的航班設定為源頭點。 7月23日，重慶江津區2例確診病例曾前往秦始皇兵馬俑博物館參觀，與同在該館遊覽的區某某發生交集。經對江津區2例確診病例感染的病毒基因測序、比對，結果顯示，與南京飛珠海的2名廣東確診病例的病毒基因序列結果一致；與區某某父母的病毒基因序列結果一致。 事件造成因四名確診者需要醫觀或管控的澳門居民有2435人及全民71.6萬人核檢；珠海則有593人需要隔離及全民246萬人多次核檢 ；西安市累計摸排密接人員1.1萬多人，全部集中隔離，169.35萬人進行核檢；香港則因該密切接觸者是與澳門確診女學生一同到西安交流的同學曾訪尖沙嘴灣仔多處須強制檢測，結果全部檢測為陰性。患者連續兩次鼻咽拭子核酸檢測陰性，符合出院標準，於8月27日康復出院，將轉往高頂公共衛生臨床中心接受康復期隔離28天。 |
| #61 （衞生局編號#62） | 2021年8月3日 | 2021年7月28日(無症狀)  | 境內感染: 澳門  | 2021年9月5日  | 澳門      | 15   | 男   | （#60患者的哥哥、#62 #63患者的兒子）區某某，澳門居民，濠江中學高中生，患者曾在7月26日下午1時到3時獨自到白鴿巢圖書館上網，於7月28日起開始出現不適，發燒、頭痛、頭暈，7月29日出現味覺及嗅覺喪失等症狀。曾在7月28日傍晚 5時 52分至翌日凌晨零時 9分到山頂醫院急診就診，當時的主診醫生未有按照防疫指引為他做新冠病毒檢測，有約 80人當時處於同一候診空間，並在8月4日安排有關人士核檢和隔離8月3日，病毒核酸檢測呈陽性，CT值只有約10，代表病毒量高，同日晚上，新冠病毒感染應變協調中心表示，核酸基因排序的結果，證實患者感染的病毒為Delta變種病毒。。患者住院期間情況穩定，無發熱，無呼吸道症狀，嗅覺及味覺逐漸恢復，胸部影像學無肺炎表現，分別於9月2日及4日鼻咽拭子核酸檢測陰性，符合出院標凖，於9月5日康復出院。其將繼續在高頂公共衛生臨床中心接受康復期隔離直至由連續2次鼻咽拭子核酸檢測陰性後的28天。。 |
| #62 （衞生局編號#60） | 2021年8月3日 | 2021年8月1日           | 境內感染: 澳門  | 2021年9月11日 | 澳門      | 51   | 男   | （#60 #61患者的父親、#63患者的丈夫）區某某，澳門居民，任職於路環的衛生局司機，曾接種2劑國藥疫苗。8月1日出現咽痛。曾多次前往珠海拱北。8月2日在珠海某檢測中心採樣的檢測結果為陽性。8月3日，病毒核酸快速檢測結果為陽性，CT值只有約10，代表病毒量高，有輕度肺炎，新冠病毒感染應變協調中心表示，核酸基因排序的結果，證實患者感染的病毒為Delta變種病毒。患者住院初期曾有低熱，咳嗽咳痰，頭痛和嗅覺減退，經治療後症狀消退，無咳嗽咳痰，嗅覺回覆正常，胸部影像學無肺炎表現，9月8日及9月10日鼻咽拭子核酸檢測陰性，符合出院標準，於9月11日康復出院。他將繼續在高頂公共衛生臨床中心接受康復期隔離直至由連續2次鼻咽拭子核酸檢測陰性後的28天。 |
| #63                   | 2021年8月3日 | 2021年8月2日           | 境內感染: 澳門  | 2021年9月9日  | 澳門      | 43   | 女   | （#60 #61患者的母親、#63患者的妻子）梁某某，澳門居民，義字街水果店檔主，曾接種2劑國藥疫苗。有珠海及中山旅遊史，確診前14天內曾乘坐2次17路線及1次19路線，並曾到水坑尾公共行政大樓及婦聯大廈8樓、海擎天CTM、竹林寺和記電訊、中國工商銀行（澳門）置地總行，並且多次與家人在雅佳餐廳進餐。患者於8月2日出現咽痛、味覺及嗅覺喪失。8月3日，病毒核酸檢測呈陽性，CT值只有約10，代表病毒量高，有輕度肺炎，同日晚上，新冠病毒感染應變協調中心表示，核酸基因排序的結果，證實患者感染的病毒為Delta變種病毒 。患者住院期間曾有發熱，頭痛，經治療後症狀逐漸消退，嗅覺及味覺逐漸恢復，胸部影像學無肺炎表現，9月6日及9月8日鼻咽拭子核酸檢測陰性，符合出院標凖，於9月9日康復出院。轉往高頂公共衛生臨床中心接受康復期隔離直至由連續2次鼻咽拭子核酸檢測陰性後的28天。 |

## 澳門本地防疫及醫療安排

### 對黃碼、發燒人士加強病毒排查
2021年8月2日，應變協調中心宣佈加強對發燒人士的病毒核酸檢測進行排查，於8月3日上午9時起在澳門健康碼上添加「免費病毒檢測預約」的選項，方便黃碼和發燒人士預約進行病毒核酸檢測，相關檢測只作排查用途並不能用作出入境用途。因應疫情風險，當局同時呼籲所有人士避免前往廣東省以外地區旅遊。

### 首次啟動分級分區精準防控方案
2021年8月3日，由於澳門出現了 4宗確診個案，因此應變協調中心已按照原來分區分級精準防控方案，迅速地根據風險高低的程度，而採取封閉和管控應對措施。
因應上述4宗確診個案的住宅把美連大廈和相鄰的輝信大廈、建安樓三幢樓宇，及義字街的相連街舖和榮發大廈列為防控區，實施健康碼紅碼管制，其他措施包括就地進行核酸檢測，暫時安排1、3、5天做核酸檢測。除工作人員外，其餘人士只准進入不准外出，只能最低限度活動，例如在指定地點領取配給品；實行全限制封閉式管理，並根據實際情況就地隔離醫學觀察或轉移至適當地點接受集中管理醫學觀察。
此外，對防控區三幢大廈鄰近的勝連大廈、泉昌樓、和興大廈、華強大廈和健強大廈五座樓宇採取共同措施，實施健康碼黃碼管制，相關區內人士的健康碼轉為黃碼，並於指定地點（鏡湖醫院）進行核酸檢測，首次核酸檢測24小時內完成，並視乎需要而再要求核酸檢測，其他限制措施包括實施離境限制，並需進行最少14天的密切健康監測及自我健康管理。

#### 黃、紅碼區實施範圍
| 確診個案編號 | 實行日期   | 解除日期   | 黃碼區範圍                                     | 紅碼區範圍                                             | 備註及來源 |
| ------------ | ---------- | ---------- | ---------------------------------------------- | ------------------------------------------------------ | ---------- |
| #60          | 2021-08-03 | 2021-08-18 | 勝連大廈、泉昌樓、和興大廈、華強大廈和健強大廈 | 美連大廈、輝信大廈、建安樓                             | [ 46 ]     |
| #61          | 2021-08-03 | 2021-08-18 | 勝連大廈、泉昌樓、和興大廈、華強大廈和健強大廈 | 美連大廈、輝信大廈、建安樓                             | [ 46 ]     |
| #62          | 2021-08-03 | 2021-08-18 | 勝連大廈、泉昌樓、和興大廈、華強大廈和健強大廈 | 美連大廈、輝信大廈、建安樓                             | [ 46 ]     |
| #63          | 2021-08-03 | 2021-08-18 | 勝連大廈、泉昌樓、和興大廈、華強大廈和健強大廈 | 美連大廈、輝信大廈、建安樓；義字街的相連街舖和榮發大廈 | [ 46 ]     |

#### 紅碼區和黃碼區相關措施
紅碼區管制措施包括：就地進行核酸檢測，及後每日做核酸檢測，除工作人員外，其餘人士只准進入不准外出，只能最低限度活動，例如在指定地點領取配給品；實行全限制封閉式管理，並根據實際情況就地隔離醫學觀察或轉移至適當地點接受集中管理醫學觀察。
黃碼區措施包括：黃碼區內人士的健康碼將轉為黃碼，並於現場即時進行核酸檢測，首次核酸檢測24小時內完成，在完成首次核酸檢測前，不准外出；其他限制措施包括實施離境限制，並需進行最少14天的每日一檢、密切健康監測及自我健康管理。

## 澳門本地相關安排

### 澳人食住遊團體本地遊行程暫停
2021年8月3日，因應澳門本地出現四宗已流入社區變種2019冠狀病毒病個案，澳門特別行政區政府旅遊局宣佈取消8月4日至17日“澳人食住遊”本地遊行程，其後在8月17日宣佈繼續取消本地遊行程直至另行通知，至於本地人住酒店計劃維持不變。  涉及有200團取消。9月13日，澳門特別行政區政府旅遊局宣佈澳人食住遊行程於9月18日恢復出團。

### 大型活動延期
原订于2021年7月23日在澳门塔石艺文馆举行的艺文荟澳“南京：文学之都—开境”作家手稿捐赠仪式暨澳门·南京双城朗读会受南京疫情影响延期。

### 關閉公共設施和大型場所
2021年8月3日下午起，文化局、體育局等多個政府部門宣佈其轄下設施暫停開放及取消相關活動。
2021年8月4日下午，應變協調中心宣佈根據行政長官發出批示，宣佈澳門部分娛樂場所包括電影院、劇院、室內遊樂場、遊戲機及電子遊戲室、網吧、桌球室、保齡球場、蒸氣浴室、按摩院、美容院、健身院、健康俱樂部、“卡拉OK”場所、酒吧、夜總會、的士高、舞廳及歌舞廳於8月5日0時起關閉。。
2021年8月16日，澳門特別行政區政府發出《澳門特別行政區公報》刊登行政長官批示，於同月18日0時起解除關閉部份娛樂場所的特別措施。有關場所包括電影院、劇院、室內遊樂場、遊戲機及電子遊戲室、網吧、桌球室、保齡球場、蒸氣浴室、按摩院、美容院、健身院、健康俱樂部、“卡拉OK”、酒吧、夜總會、的士高、舞廳及歌舞廳等。 文化局、體育局等多個政府部門宣佈其轄下設施於同日起重開。

### 暑期活動提前結束
2021年8月6日，體育局和教育及青年發展局聯合宣佈為配合特區政府疫情防控工作，由體育局與教育及青年發展局主辦的2021暑期活動已於8月4日起停課，現通知該年度暑期活動自即日起結束。

## 澳門本地相關反應
2021年7月23日，應變協調中心舉行例行記者會，指中山一宗無症狀感染個案共有17名在澳人士被列為密切接觸者、一般接觸者和次密切接觸者，該17人已送往路環高頂公共衛生臨床中心接受醫學觀察，首次病毒核酸檢測和抗體血清檢測均為呈陰性。同時，當局採取各措施推高澳門青少年和長者的疫苗接種率；針對長者和慢性病患者，研究推出便利措施，無需提前預約，可即場接種。對慢性病患者在門診復診時，由主診醫生即場評估，如符合條件則也無需預約即場接種。
2021年7月26日，應變協調中心因應珠海新增一例無症狀感染個案，當局召開例行記者會宣佈如與該感染者有相同活動軌跡和到訪的場所應立即登記並安排進行病毒核酸檢測。至7月27日當天共有1,430人登記申報「珠海-與7月25日病例行程重疊」。同時，中心要求7月14日或之後曾到過南京祿口國際機場的人士須接受14天醫學觀察。至7月27日中午12時共有144人被送往醫學觀察酒店進行醫學觀察。
2021年8月4日，行政長官賀一誠率領社會文化司司長歐陽瑜和保安司司長黃少澤出席於當天中午在澳門特別行政區政府總部召開澳門疫情防控舉行新聞發佈會，賀一誠指於8月3日中午接到珠海市衛生部門通報2名澳門居民於珠海接受病毒檢測呈陽性，當局立即進行追蹤並發現四宗新增確診病例。民防行動中心正式運作並進入即時預防狀態，啟動分區分級精準防控機制、全民核酸檢測和由8月5日凌晨12時起關閉除賭場外的部分娛樂場所。在得知確診個案後，政府跨部門啟動大量應變工作，但澳門健康碼在當天上午出現故障導致全民核酸檢測計劃受阻，行政長官對此混亂狀況作出致歉，並完善各方面系統外同時建立後備系統應對本次事件。除加強原有和提升的粵澳防疫工作外，啟動全民核酸、追蹤感染者行蹤、跟進密切接觸者、追查感染源頭、阻斷病毒傳播，保障澳門市民大眾安全和通關措施有序，使疫情防控盡快得到成果，讓珠澳兩地居民回復正常生活。
2021年8月7日，首次全民核酸檢測計劃完成並結束，共有716,251人接受病毒採樣檢測，9成個案為陰性，衛生局局長羅奕龍對首次全民核檢安排作出不同程度的檢討和改善措施。另外宣佈於8月8日起將全面恢復澳門2019冠狀病毒病疫苗接種計劃。
2021年8月8日，新型冠狀病毒感染應變協調中心召開每日例行新聞發佈會上指重點觀察人群若無新增陽性個案，將不會進行進行第二輪全民核酸檢測計劃。同時在抗疫工作上作出多方面的研判，繼續監察多類重點人群，如密切接觸者、次密切接觸者、具共同軌跡人士，及紅碼區、黃碼區內人士，來開展各項檢測及健康追蹤。
2021年8月9日，新型冠狀病毒感染應變協調中心在召開的例行記者會上提及到仍有4,154人澳門健康碼為黃碼，2000多人未能聯絡，另外2,000多人取得聯絡，部分人士因身份資料錯誤重新進行病毒檢測，有600多人以不同原因未進行病毒檢測，部分人士為長者、小童或行動不便人士等；有55人經勸告仍拒接受病毒檢測，部分人士如接受檢測將於指定地點進行檢測後作等候，拒絕檢測人士須接受14天醫學觀察；如兩項選擇不接受將被發出強制隔離令。 同日晚上，政府宣佈經珠澳通關機制恊調後，由8月10日上午6時起，往返廣東省和澳門口岸出入境人員需持有48小時內核酸檢測陰性結果證明。經其他口岸出入境人員的核酸檢測陰性結果證明要求不變。
2021年8月10日，應變協調中心公佈55名澳門健康碼黃碼人士最新情況，有16人於8月9日已自行完成病毒檢測，35人被警方帶走，34人完成病毒採樣於原地等候結果，但其中1人經經再三勸說仍不願核酸檢測，被安排到指定地點醫學觀察 14天，餘下 4人正在聯繫。至於接受病毒檢測之人士需要自費，只接受醫學觀察之人士將按入住隔離酒店的機制處理。山頂醫院醫務主任戴華浩在回答記者提問中利用「仁兄」描述該名人士，他表示對該名「仁兄」在隔離期間將作出勸喻，或使用其他方法如血液抗體檢測或延長醫學觀察期限等。另外4,000名黃碼人士中，有2,000多人因身份資料錯誤作修正，如未能修正需要再做病毒檢測。有800多人因年幼或行動不便人士需由專人上門進行採樣。另外有2,000多名黃碼人士未能聯絡，當局正在循不同途徑作出尋找和分析原因。當局同時對自認有感染風險者可進行預約作免費核酸檢測，相關結果只作排查用途，不會上載至澳門健康碼，亦不可作為出入境用途。
2021年8月11日，應變協調中心再補充第63例和第64例確診患者最新行程，當局認為市民感染風險方面不能憑全民核檢證明沒感染，當局呼籲與共同軌跡之人士盡快聯絡當局。同時指出回憶長時間的行蹤相對困難，不確保該兩名患者會否有其他行程新增。治安警行動及通訊處處長馬超雄在回應記者提問中指在收到衛生局通知或需要時，會使用一切可行辦法，協助追蹤確診者和密接者等人的軌跡。 當局同時公佈澳門疫苗接種率為43.5%，目標人群接種率達49%，40至49歲人士比例漸最高達超過70%。而接種率最低的年齡段為60歲以上長者及20歲以下青少年，接種率約為20%。至於文化、娛樂場所重開時間方面，當局指仍需觀察未來一周到8月18日的關鍵時期，仍未能完全確定社區為零風險，呼籲市民減少出門。
2021年8月13日，教育及青年發展局於應變協調中心新聞發佈會上公佈多項有關新學年開學前的預案安排。要求所有師生要在開學前14天返回常居地，包括澳門、珠海或中山；8月6日後從廣東省以外返回原居地的師生需於開學日前5天內完成病毒核酸檢測。並計劃在開學後在校內展開接種疫苗外展服務，及由衛生局人員講解疫苗接種的相關知識，讓學生全民了解疫苗接種。
2021年8月23日， 教育及青年發展局代局長龔志明表示，因澳門疫情緩和，9月1日起非高等教育正常開學，9月6日起高等教育將陸續恢復面授課程。部分學生和教職員於8月6日後曾到澳門、珠海或中山以外地區須在開學或恢復面授課堂前5天內進行一次性病毒核酸檢測維持不變。 另外，衛生局將於9月初開展學校外展接種疫苗計劃，為人數較多的學校安排外展接種，如人數較少將安排到綜藝館接種站統一接種。教青局同時對學校內校長、教師和學生進行一系列宣傳活動推廣疫苗接種。
2021年8月30日，對於一些身處澳門、珠海及中山以外的學生方面情況，教青局指8成特定師生在開學前完成病毒檢測；學校外展疫苗接種計劃方面將於9月開展，教育及青年發展局非高等教育廳廳長黃嘉祺指當局不強制師生接種疫苗。 而對於未完成接種疫苗的人士方面，衛生局將考慮對該類特定人群安排定期病毒核酸檢測。

## 出入境限制措施

### 中國大陸（包括珠澳口岸）
2021年7月29日，應變協調中心宣佈因應內地疫情變化宣佈收緊多項防疫政策。由7月31日凌晨起於內地各省市乘坐飛機抵達澳門的人士於登機前需要求出示48小時內有效核酸陰性檢測證明。在7月17日或之後曾到過江蘇、四川和湖南的中高風險地區人士採取「14+0」措施，由當天晚上7時起曾到南京和常德全市之人士須接受醫學觀察。而在7月17日或之後曾去過成都、瀋陽或大連之人士健康碼在入境澳門後會轉為黃碼，期間須以相隔1、2、3、5天的間隔接受核酸檢測，直至離開當地後14天為止，該措施將會即時執行。
2021年8月3日，在澳门发现4例输入性确诊病例后，自当日下午3时30分起，所有从澳门出境人士必须持有24小时核酸阴性证明。。同时，澳门将从8月4日9时起启动全民核酸检测计划，预计3天内完成全澳市民的检测。
2021年8月4日，澳门内港客运码头往返珠海湾仔口岸的海上客运服务因疫情影响暂停。同日上午6時起，除保障珠澳兩地正常生產生活的跨境貨車司機外，經粵澳口岸出入境人員需持 12 小時內核酸檢測陰性結果證明。經其他口岸出入的核酸檢測陰性結果證明要求不變。
2021年8月9日，因澳門全民核酸檢測所有結果為陰性，由8月10日上午6時起经粤澳口岸出入境人员核酸检测有效期由12小时放宽至48小时。
2021年8月23日，澳门新型冠状病毒感染应变协调中心宣布，自8月25日起，经粤澳口岸出入境的人士，由目前须持48小时内核酸阴性证明改为须持7天内核酸阴性证明。经其他口岸出入境人士的核酸测试阴性结果证明要求不变。
2021年8月30日，澳门新型冠状病毒感染应变协调中心宣布，自9月1日起，经澳门国际机场往返中国内地的核酸测试阴性结果证明要求改为登机前7天内，但由澳门飞往北京的人士仍须持有48小时内作出的核酸测试阴性结果证明。
2021年9月17日，澳门新型冠状病毒感染应变协调中心宣布，自当日12时起，取消曾经到过江苏省扬州市的人士须按照卫生当局的要求在指定地点接受医学观察或健康码变为黄码及须接受自我健康管理的措施。至此，受本轮疫情影响的城市的居民入境澳门，均不再要求在指定地点接受医学观察。

### 香港
2021年8月3日，因應澳門疫情發展，香港特區政府宣布所有抵港當天或之前14天曾逗留澳門的香港居民自4日起不能透過「回港易」計劃回港。
翌日，因內地疫情不断变化，香港特区政府宣布，自8月5日零時起，除廣東省外從其他內地地區返港的香港居民，將暫時不能通過「回港易」計劃獲豁免檢疫。但相關新安排引来不少香港人批評，有內地媒體亦以港府即將更改的海外回港檢疫安排作比較，指海外地區风险更高。翌日晚，香港特区政府發稿指，從內地、澳門及台灣的抵港人士，如已完成疫苗接種，其強制檢疫期將可繼續按既定安排獲得縮短。在抵港當天及之前14天曾逗留在內地或澳門的已完成疫苗接種人士，只須接受7天家居強制檢疫，其後7天自行監察，在檢疫期間須在抵港第3天和第5天，以及完成檢疫後的抵港第9天、第12天、第16天和第19天接受強制檢測。
2021年9月7日，香港特別行政區行政長官林鄭月娥表示，因应內地和澳門疫情穩定，「回港易」計劃於翌日零時起全面恢復，但来自內地中、高風險地區的人士则不适用。

## 相關爭議

### 國內爆疫情 學校仍辦交流團
2021年6月份，中國大陸各地疫情升溫，多間學校或青年團體均停止舉辦前往中國大陸的交流團，但濠江中學仍在7月份舉辦交流團前往陝西省交流，當中其中一位12歲女性學生更在交流期間染疫，而且在交流期間已出現新冠肺炎症狀，但並無求醫，後在澳門確診2019冠狀病毒病，其後同住3名家人被證實傳染和確診。這則事件導致政府宣佈展開全民核酸檢測計劃、增加通關限制由持24小時陰性證明方可離境到8月4日上午6時起往返珠澳口岸人士更改為需要持12小時核酸陰性證明方可出入境、部分行業暫時停止營運、旅遊業大受打擊等，使部分居民再次面臨失業及無薪假，大量外僱因通關限制而被迫睡在馬路上。網民亦批評濠江中學防疫意識低下。8月3日下午，澳門特別行政區立法會召開全體會議，而立法會議員兼濠江中學副校長陳虹當天稍早時曾現身立法會會議上，當確診消息傳出後已離開立法會，在大會結束前亦不見踪影。事後，濠江中學發出聲明，就有關對社會帶來之不便致歉。 8月4日，新型冠狀病毒感染應變協調中心新聞發佈會上，教育及青年發展局代表表示於6月8日向澳門各高等及非高等教育院校發出強烈呼籲學校須取消所有前往中國大陸中、高風險地區活動行程，但容許學校前往內地非中、高風險地區，學校如有必要亦容許其延期或取消有關行程。今次確診的12歲女學生是未能主動向帶團老師主動申報身體不適的狀況，教青局表示除加強溝通和汲取本次事件經驗外，同時加強校方和教師們的警覺性。同時通知由即日起學校需停止一切校內活動、學生出境活動及學校組織的集體活動。

### 首次全民核檢安排惹混亂
2021年8月3日晚上近11時30分，新型冠狀病毒感染應變協調中心宣佈於8月4日上午9時起展開全民核酸檢測計劃，全澳共有41個核酸檢測站，包括澳門半島有27個和離島區有14個。8月5日再新增望廈體育中心作全民核酸檢測站點，讓全民核檢站增至42個。

#### 首日檢測安排惹混亂
2021年8月4日上午，全民核酸計劃開始之際，衛生局原計劃將大部分在澳人士包括居民和外地僱員等健康碼轉換為“藍碼”，但系統出現大規模故障讓大部分人士無法登入系統，預約系統故障更一度出現故障，上午9時開始全民核檢之際，大部分站點電腦系統出現故障要延遲30分鐘至1小時才開放。 大部分市民等候4小時甚至7至8小時，期間他們要冒雨等候，有預約人士和無預約人士沒有作分流，而大部分核酸檢測站因為人手不足導致計劃進度緩慢。在8月4日和5日上午初段時間期間，加上8月4日晚間至5日日間天氣不穩定有驟雨和雷暴，大批等候人士需要漏夜甚至冒雨等候進行病毒核酸檢測，部分核酸檢測站輪候人龍長達1公里或延綿至鄰近多條街道，直到近8月5日中午時段各人流較多的核酸檢測站作出改善措施後人龍才消散。

#### 各方回應和跟進
2021年8月5日下午，澳門立法會召開全體會議，大部分議員包括直選和間選議員稱讚政府防疫工作做得好，部分議員認為全民核酸檢測計劃工作和推出可採取進一步行動外，並作出完善計劃上的措施。 同一時間，廣東省人民政府派出300名檢測員支援澳門全民核檢計劃。在應變協調中心記者會上，衛生局局長羅奕龍表示對計劃造成相關混亂和不同情度的突發情況包括健康碼系統、預約系統故障和排隊輪候情況等作出致歉，並對該情況作出改善。

#### 公佈全民核檢優化方案
2021年8月26日，應變協調中心公佈全民核檢的最新優化方案。經各方商討和吸納意見後，如開展第二輪的全民核檢將爭取提前10小時向澳門市民公佈，5個小時前全部物資到住，2個小時前工作人員全部到位。核檢站點會由42個增至52個，包括設7個關愛專站，採樣點由98個增加至367個。在站點設置方面，所有檢測站均提供鼻或口二選一方式檢測採樣，市民在預約期間可自行選擇，並增設關愛專道，同時4個自費核檢站增至 14個。
對於系統運作方面，為避免首次全民檢測出現大規模網路故障事件，分別在行政公職局數據中心建構一套健康碼後備系統，亦在「澳門電訊雲」建立全民核檢預約及登記系統的小型後備資料庫。如出現系統問題將於15分鐘內切換到後備系統，以維持正常運作。在物資儲備方面，已通過緊急增購，現有口咽拭子及鼻咽拭子各 70萬人份、檢測試劑用量足夠 100萬人份使用。對於採樣流程的優化，當局將對人員進行各方面培訓，加強優化檢測流程。
核檢站方面分為三個種類，分別是一般核檢站、自費核檢站及關愛核檢站。預約安排將作嚴格把關，同時一般檢測站不能用作通關或上健康碼之用。